# إيكزازوميب
إيكزازوميب (Ixazomib)، الذي يباع تحت الإسم التجاري نينلارو (Ninlaro)، هو دواء يستخدم مع ليناليدوميد وديكساميثازون لعلاج الورم النقوي المتعدد.  وذلك للأشخاص الذين فشلت علاجاتهم الأخرى.  و يعطى عن طريق الفم . 
تشمل الآثار الجانبية الشائعة لهذا العقار على: الإسهال و الإمساك و انخفاض الصفائح الدموية و انخفاض خلايا الدم البيضاء و الاعتلال العصبي المحيطي و الغثيان و التورم.  إضافة إلى ذلك، فقد تشمل الآثار الجانبية الأخرى مشاكل في الكبد.  أما استخدامه أثناء الحمل فقد يؤدي إلى الإضرار بالجنين.  إنه مثبط للبروتوزوم و يعمل عن طريق منع انهيار البروتين في الخلايا. 
تمت الموافقة على استخدام عقار إكزازوميب طبيًا في الولايات المتحدة في عام 2015 و بعدها مباشرة في أوروبا في عام 2016.   في المملكة المتحدة، يكلف العلاج لمدة 4 أسابيع حوالي 6300 جنيه إسترليني هيئة الخدمات الصحية الوطنية اعتبارًا من عام 2021.  و في الولايات المتحدة يكلف هذا المقدار حوالي 11400 دولار أمريكي. 